# 云升控股
云升控股有限公司（英语：Yinson Holdings Berhad）是一家总部位于马来西亚的能源基础设施企业集团，其业务已多元化发展至海洋工程、再生能源和绿色技术领域。该公司成立于1984年，最初提供物流服务，随后将重心拓展至能源行业，旨在开发和提供各种能源解决方案。 

## 商业

### 海洋工程
云升集团的海上生产业务主要通过其子公司云升生产（Yinson Production）开展，是集团运营的核心组成部分，专注于拥有和运营浮式生产储卸油船（FPSO），以及进行海上油气生产作业。集团具备海上油气田生命周期中开发和生产阶段的能力，涵盖地震勘探、油气勘探、开发、生产，直至最终的退役。此业务板块使得云升在全球FPSO市场中占据举足轻重的地位，尤其按合同价值计算，该公司位列全球第二大运营商。根据最新报告，云升目前运营着九艘浮式生产储卸油船，这些船只在全球范围内以长期合同形式部署，其中部分合同期限长达25年。近期扩张的一个例证是，公司交付了将在安哥拉投入运营的Agogo FPSO，该项目预计在其15年合同期内将带来53亿美元的收入。 
新型FPSO装置的开发，如Agogo，集成了旨在降低环境影响的绿色技术。旧有设计相比，该船舶的碳排放量可减少 27%。  FPSO业务的资本密集型特点，代表其需要大量资金支持。云升通过增加债务来支持其扩张，同时其合同的长期稳定性有助于维持盈利能力。为资助该业务板块及其他战略领域的持续增长，公司已获得大额投资，包括近期来自国际投资者的10亿美元注资。此外，有报道指出，云升生产未来或将寻求公开上市。  

### 再生能源
云升控股通过其子公司云升可再生能源（Yinson Renewables）在可再生能源领域占据重要地位。该部门作为一家全球独立电力生产商运营，专注于开发、拥有和运营大规模可再生能源资产，主要包括太阳能和风力发电项目。 该公司业务组合在战略上多元化分布于三大关键区域：亚太地区（包括印度、印度尼西亚和马来西亚）、拉丁美洲（涵盖巴西、智利、哥伦比亚和秘鲁），以及欧洲（具体指意大利）。此外，新西兰（位于大洋洲）也属于其业务范围。 云升可再生能源的核心目标是为全球能源转型做出贡献，通过为其生产的清洁电力获得长期电力购买协议（PPA）。
云升可再生能源已在印度建有太阳能电站，其中包括175兆瓦峰值（MWp）的巴德拉太阳能公园和285兆瓦峰值（MWp）的诺克太阳能公园。  在在拉丁美洲，其最广为人知的项目即位于秘鲁，发电量可达97兆瓦峰值（MWp）的马塔拉尼太阳能电站，该电站已于2024年9月全面投入运营。  该项目标志着云升在秘鲁的首个运营项目，也使其成为该国第二大太阳能生产商。 除了目前的运营项目之外，云升可再生能源继续在其目标区域开发新项目，包括在秘鲁的其他太阳能发展项目，并积极探索风能及其他新兴可再生技术领域的机遇。  截至2025年，云升可再生能源运营着557兆瓦（MW）的公用事业规模可再生能源发电资产，并拥有超过1.5吉瓦（GW）的在建项目储备，以及超过3吉瓦（GW）的早期机会项目，彰显其持续扩大清洁能源产能的承诺。 

### 绿色科技
云升控股于 2020 年成立了云升绿色科技（YGT），作为专门的业务部门，致力于开发和实施涵盖海运，绿色出行和基础设施等各个领域的清洁技术解决方案。 在该业务板块内，一个重点是电动汽车 (EV) 充电基础设施。  云升绿色科技旗下的chargEV已发展成为一个重要的电动汽车充电网络，尤其是在马来西亚和新加坡非常普便，已设有超过300个跨境充电点。   该计划联合多个合作伙伴，横跨国库控股等多个政商领域与机构，进一步加强电动汽车充电生态系统。    2024 年 12 月，云升绿色科技扩大了与汉达英达和 GoCar Malaysia 的合作伙伴关系，通过在电动公交下车点设立汽车共享服务，改善并提升柔佛新山的绿色出行衔接性与体验。  
除了陆上交通之外，云升绿色科技正积极投身于海洋电动化领域，通过其marinEV业务。这包括建立电动船只充电站，例如与威廉森船舶服务公司合作开发的新加坡首个电动船只充电站。     云升绿色科技在该领域的努力也延伸到开创性项目，例如推出新加坡首艘全电动货船，以及发布一艘电动水翼港口接驳船。 该公司还对相关清洁能源技术进行战略投资，其中包括换电方案来支持东南亚电动车辆的普及化进程。   云升绿色科技此前曾于 2021 年通过合资品牌 RydeEV 对新加坡公司奥谊卡进行投资，进军电动摩托车市场，但已于 2025 年退出该领域。   